# وندر سوان كلر

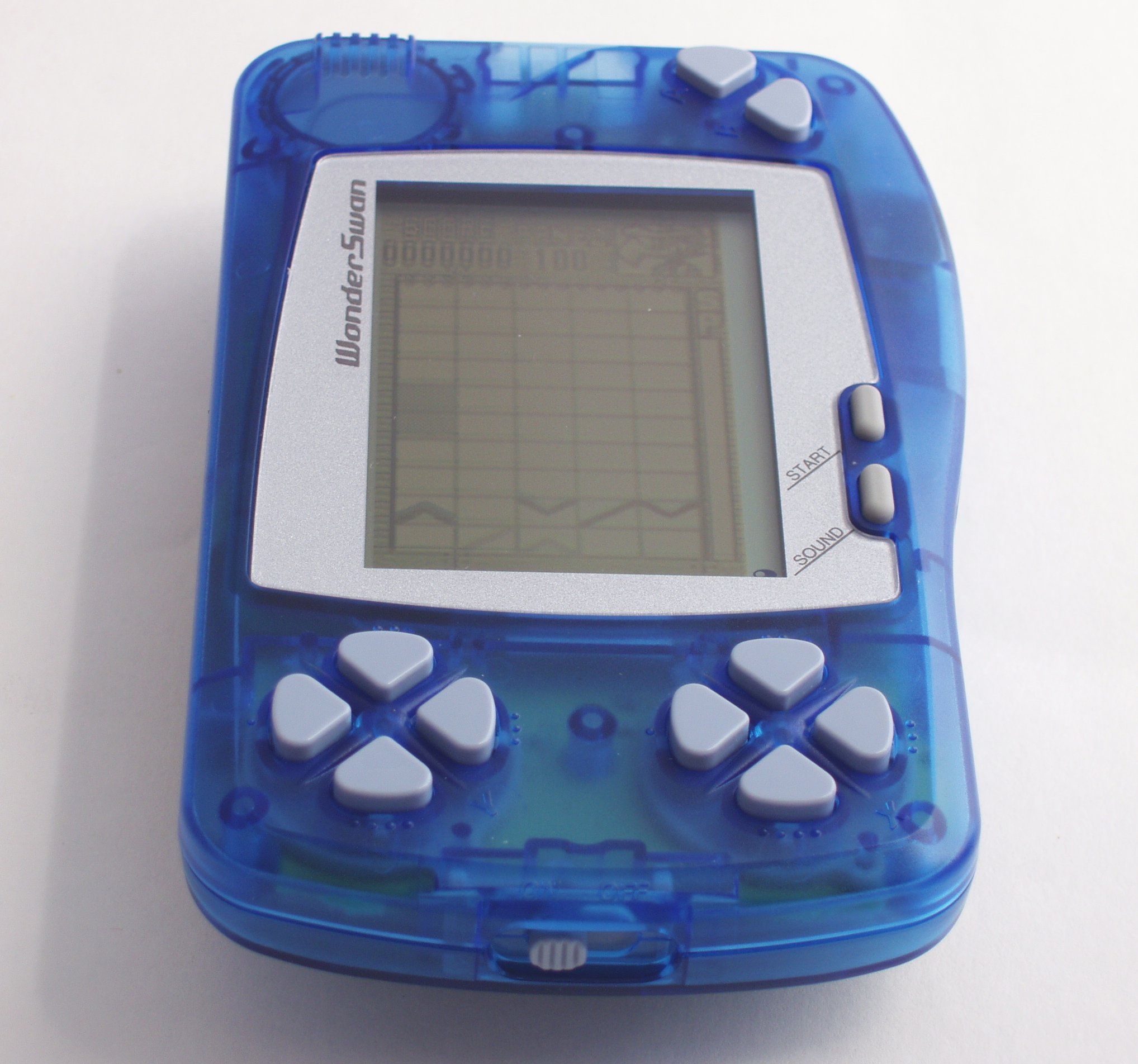

وندر سوان كلر(بالإنجليزية:WonderSwan Color، باليابانية:ワンダースワンカラー، ونداسوان كرا). وهو جهاز العاب محمول صممته شركة بانداي اليابانية.
صدر الجهاز في 30 ديسمبر، 2000 في اليابان، وحقق نجاحا معتدلا.
وندر سوان لم يكن لها سوى شاشة بلونين الأبيض والأسود.على الرغم من أن الوندر سوان كلر كان أثقل وأكبر (7 ملم 2 جرام)مقارنة مع الوندر سوان، إصدار اللون المميز 64k للرام ،ويحتوي على شاشة الكرستال السائل أكبر.
وهو متوافق مع مكتبة العاب الوندر سوان.
نينتندو كادت ان تحتكر سوق الأجهزة المحمولة في اليابان. بعد صدور وندر سوان كلر، بانداي استحودت على ما يقرب من 8 ٪ من حصة السوق في اليابان يرجع ذلك جزئيا إلى انخفاض سعر الين الياباني ¥ 6800 (حوالي 59 دولاراً أمريكيا).
سبب اخر لنجاح الوندر سوان في اليابان هو أن بانداي تمكن من الحصول على صفقة مع سكويرسوفت صولاً إلى لعبة فاينل فانتسي لتطور رسوم وتحكم اللعبة.
ومع ذلك، مع شعبية الجيم بوي أدفانس والمصالحة بين سكوير ونينتندو، الوندر سوان كلر لقى نجاحا. وكريستال سوان، سرعان ما فقدت ميزتها التنافسية. توقفت في عام 2003.

## المواصفات التقنية
- وحدة المعالجة المركزية : SPGY - 1002، وهو(3.072 ميغاهيرتز) (16-بت إي سي V30 إن إي سي V30MZ)
- الذاكرة : 64 بايت ذاكرة الفيديو / WRAM (مشتركة)
- الشاشة :
  - FSTN عاكسة شاشات الكريستال السائل
  - 2.8 شبر (71 ملم) قطري
  - لا إضاءة خلفية
  - دقة شاشة : 224x144 بكسل
  - ألوان : 241 من أصل 4096 الألوان
- الصوت : مدمج المتكلم أحادي أو ستيريو مع سماعات اختيارية محول
  - ثلاثة إعدادات : كتم الصوت، هادئ، صوت عال
- وصلة : لاعبين اثنين (محول الحاجة)
- الطاقة : ألف ألف بطارية واحدة (~ 20 ساعة من اللعب)
- الحجم : 128 من قبل 74.3 من 24.3 ملم
- وزن 95 غرام (3.35 أوقية) بما في ذلك البطارية

## المعلومات الشخصية
قبل بدء اللعب يجب على لاعب إدخال بعض المعلومات الشخصية. ويمكن الوصول إلى هذه الشاشة عن طريق الضغط على زر التشغل وزر البدء في وقتٍ واحد. سوفَ يطلب اسما، عيد ميلاد (السنة والشهر واليوم) ونوع الجنس والدم. وسوف يظهر الاسم تحت شعار بانداي عندما يبدء النظام بالتشغيل. سوف تجد خيار إعدادات الصوت والصوة الافتراضية هنا أيضاً.

## الألوان
أتى الوندر سوان بخمسة ألوان أساسية :الأزرق اللؤلؤي والوردي اللؤلؤي، الأسود كريستالي، الأزرق كريستالي، وأورانج كريستالي. وكما نزلت ألوان حصرية للجهاز.

## حزمة فاينل فانتسي
كما توفرة ألوان الوندر سوان كنسخ محدودة للعبة فاينل فانتسي، وجاءت جنبا إلى جنب إما مع فاينل فانتسي I أو فاينل فانتسي II.

## وصلات خارجية
- بانداي آسيا
- وندر سوان على مشروع الدليل المفتوح